# 御臨終 (テレビドラマ)
『御臨終』（ごりんじゅう）は、日本テレビ系列の深夜ドラマ枠のshin-Dにおいて2001年6月4日から6月25日までテレビ放映された作品である。

## 概要
有名人に自身の希望通りに死んでもらう「自作自演の死亡ドラマ」というシリーズになっていた。荒井修子の脚本家デビュー作である。「エントリーNo.1 権力への挑戦状」の脚本は小山薫堂が担当した。

## 各話リスト
- エントリーNo.1 権力への挑戦状
  - 主演：石田純一
- エントリーNo.3 カイヤ　バラエティの女神。
  - 主演：カイヤ
- エントリーNo.4 リアクション芸人に愛を～
  - 主演：出川哲朗

エントリーNo.2のみ不明。